# 121 a.C.

## Eventos
- Quinto Fábio Máximo Alobrógico e Lúcio Opímio, cônsules romanos.
- Continua a conquista da Gália Transalpina, iniciada em 124 a.C.:
  - Quinto Fábio Máximo derrota os alóbroges e pacifica a região;
- O vinhedo Falernun engarrafa sua lendária safra conhecida vinho opimiano, uma referência ao cônsul Lúcio Opímio.
- Liderados pelo general Ho Chu-ping, o chineses derrotam Xiongnu.[1]

## Nascimentos
- Quinto Sertório[2]

## Mortes
- Caio Graco, político e orador romano, é assassinado (ou forçado a suicidar) durante um tumulto reprimido pelo cônsul Lúcio Opímio.